# Kounari
Kounari is een gemeente (commune) in de regio Mopti in Mali. De gemeente telt 15.500 inwoners (2009).